# The Corrs/Diskografie
Diese Diskografie ist eine Übersicht über die musikalischen Werke der irischen Popmusik-Gruppe The Corrs. Den Quellenangaben und Schallplattenauszeichnungen zufolge hat sie weltweit bisher mehr als 40 Millionen Tonträger verkauft, davon alleine in ihrer Heimat Irland über 800.000. Ihre erfolgreichste Veröffentlichung ist das Album Talk on Corners mit über 7,1 Millionen verkauften Einheiten.

## Alben

### Studioalben
| Jahr | Titel Musiklabel                                        | Höchstplatzierung, Gesamtwochen, AuszeichnungChartplatzierungen (Jahr, Titel, Musiklabel, Platzierungen, Wochen, Auszeichnungen, Anmerkungen) | Höchstplatzierung, Gesamtwochen, AuszeichnungChartplatzierungen (Jahr, Titel, Musiklabel, Platzierungen, Wochen, Auszeichnungen, Anmerkungen) | Höchstplatzierung, Gesamtwochen, AuszeichnungChartplatzierungen (Jahr, Titel, Musiklabel, Platzierungen, Wochen, Auszeichnungen, Anmerkungen) | Höchstplatzierung, Gesamtwochen, AuszeichnungChartplatzierungen (Jahr, Titel, Musiklabel, Platzierungen, Wochen, Auszeichnungen, Anmerkungen) | Höchstplatzierung, Gesamtwochen, AuszeichnungChartplatzierungen (Jahr, Titel, Musiklabel, Platzierungen, Wochen, Auszeichnungen, Anmerkungen) | Höchstplatzierung, Gesamtwochen, AuszeichnungChartplatzierungen (Jahr, Titel, Musiklabel, Platzierungen, Wochen, Auszeichnungen, Anmerkungen) | Anmerkungen                                                  |
| Jahr | Titel Musiklabel                                        | DE | AT | CH | UK | US | IE | Anmerkungen                                                  |
| ---- | ------------------------------------------------------- | --- | --- | --- | --- | --- | --- | ------------------------------------------------------------ |
| 1995 | Forgiven, Not Forgotten Atlantic Records / Warner Music | DE86 (7 Wo.)DE | AT10 (11 Wo.)AT | CH37 (16 Wo.)CH | UK2 ×3Dreifachplatin · (140 Wo.)UK | US131 Gold · (4 Wo.)US | IE1 ×1313-fach-Platin · (210 Wo.)IE | Erstveröffentlichung: 26. September 1995 Verkäufe: 3.505.000 |
| 1997 | Talk on Corners Atlantic Records / Warner Music         | DE9 Gold · (41 Wo.)DE | AT9 (15 Wo.)AT | CH15 Gold · (17 Wo.)CH | UK1 ×9Neunfachplatin · (164 Wo.)UK | US72 Gold · (17 Wo.)US | IE1 ×2020-fach-Platin · (154 Wo.)IE | Erstveröffentlichung: 20. Oktober 1997 Verkäufe: 7.150.000   |
| 2000 | In Blue 143 Records / Warner Music                      | DE1 ×3Dreifachgold · (29 Wo.)DE | AT1 Platin · (26 Wo.)AT | CH1 Platin · (33 Wo.)CH | UK1 ×3Dreifachplatin · (47 Wo.)UK | US21 Platin · (44 Wo.)US | IE1 ×6Sechsfachplatin · (44 Wo.)IE | Erstveröffentlichung: 13. Juli 2000 Verkäufe: 4.815.000      |
| 2004 | Borrowed Heaven Atlantic Records / Warner Music         | DE2 Gold · (28 Wo.)DE | AT5 (17 Wo.)AT | CH3 Gold · (19 Wo.)CH | UK2 Gold · (17 Wo.)UK | US51 (4 Wo.)US | IE1 (201 Wo.)IE | Erstveröffentlichung: 31. Mai 2004 Verkäufe: 487.500         |
| 2005 | Home Warner Music                                       | DE12 (7 Wo.)DE | AT13 (5 Wo.)AT | CH7 (15 Wo.)CH | UK14 Silber · (7 Wo.)UK | — | IE1 ×2Doppelplatin · (132 Wo.)IE | Erstveröffentlichung: 23. September 2005 Verkäufe: 390.000   |
| 2015 | White Light East West Records / Warner Music            | DE11 (5 Wo.)DE | AT13 (3 Wo.)AT | CH7 (7 Wo.)CH | UK11 Gold · (14 Wo.)UK | — | IE10 (12 Wo.)IE | Erstveröffentlichung: 27. November 2015 Verkäufe: 100.000    |
| 2017 | Jupiter Calling East West Records / Warner Music        | DE42 (1 Wo.)DE | AT46 (1 Wo.)AT | CH25 (3 Wo.)CH | UK15 (9 Wo.)UK | — | IE20 (6 Wo.)IE | Erstveröffentlichung: 10. November 2017                      |

grau schraffiert: keine Chartdaten aus diesem Jahr verfügbar

### Livealben
| Jahr | Titel Musiklabel                                                   | Höchstplatzierung, Gesamtwochen, AuszeichnungChartplatzierungen (Jahr, Titel, Musiklabel, Platzierungen, Wochen, Auszeichnungen, Anmerkungen) | Höchstplatzierung, Gesamtwochen, AuszeichnungChartplatzierungen (Jahr, Titel, Musiklabel, Platzierungen, Wochen, Auszeichnungen, Anmerkungen) | Höchstplatzierung, Gesamtwochen, AuszeichnungChartplatzierungen (Jahr, Titel, Musiklabel, Platzierungen, Wochen, Auszeichnungen, Anmerkungen) | Höchstplatzierung, Gesamtwochen, AuszeichnungChartplatzierungen (Jahr, Titel, Musiklabel, Platzierungen, Wochen, Auszeichnungen, Anmerkungen) | Höchstplatzierung, Gesamtwochen, AuszeichnungChartplatzierungen (Jahr, Titel, Musiklabel, Platzierungen, Wochen, Auszeichnungen, Anmerkungen) | Höchstplatzierung, Gesamtwochen, AuszeichnungChartplatzierungen (Jahr, Titel, Musiklabel, Platzierungen, Wochen, Auszeichnungen, Anmerkungen) | Anmerkungen                                                        |
| Jahr | Titel Musiklabel                                                   | DE | AT | CH | UK | US | IE | Anmerkungen                                                        |
| ---- | ------------------------------------------------------------------ | --- | --- | --- | --- | --- | --- | ------------------------------------------------------------------ |
| 1997 | Live 143 Records / Warner Music                                    | — | — | — | — | — | — | Erstveröffentlichung: 25. Februar 1997 nur in Japan veröffentlicht |
| 1999 | Unplugged Atlantic Records / Warner Music                          | DE6 ×3Dreifachgold · (48 Wo.)DE | AT1 Platin · (30 Wo.)AT | CH3 Platin · (44 Wo.)CH | UK7 ×2Doppelplatin · (35 Wo.)UK | — | IE1 ×8Achtfachplatin · (53 Wo.)IE | Erstveröffentlichung: 12. November 1999 Verkäufe: 2.380.000        |
| 2002 | VH1 Presents: The Corrs, Live in Dublin 143 Records / Warner Music | — | — | — | — | US52 (24 Wo.)US | IE12 (16 Wo.)IE | Erstveröffentlichung: 12. März 2002                                |

grau schraffiert: keine Chartdaten aus diesem Jahr verfügbar

### Kompilationen
| Jahr | Titel Musiklabel                                   | Höchstplatzierung, Gesamtwochen, AuszeichnungChartplatzierungen (Jahr, Titel, Musiklabel, Platzierungen, Wochen, Auszeichnungen, Anmerkungen) | Höchstplatzierung, Gesamtwochen, AuszeichnungChartplatzierungen (Jahr, Titel, Musiklabel, Platzierungen, Wochen, Auszeichnungen, Anmerkungen) | Höchstplatzierung, Gesamtwochen, AuszeichnungChartplatzierungen (Jahr, Titel, Musiklabel, Platzierungen, Wochen, Auszeichnungen, Anmerkungen) | Höchstplatzierung, Gesamtwochen, AuszeichnungChartplatzierungen (Jahr, Titel, Musiklabel, Platzierungen, Wochen, Auszeichnungen, Anmerkungen) | Höchstplatzierung, Gesamtwochen, AuszeichnungChartplatzierungen (Jahr, Titel, Musiklabel, Platzierungen, Wochen, Auszeichnungen, Anmerkungen) | Höchstplatzierung, Gesamtwochen, AuszeichnungChartplatzierungen (Jahr, Titel, Musiklabel, Platzierungen, Wochen, Auszeichnungen, Anmerkungen) | Anmerkungen                                                |
| Jahr | Titel Musiklabel                                   | DE | AT | CH | UK | US | IE | Anmerkungen                                                |
| ---- | -------------------------------------------------- | --- | --- | --- | --- | --- | --- | ---------------------------------------------------------- |
| 2001 | The Best of The Corrs 143 Records / Warner Music   | DE12 Gold · (15 Wo.)DE | AT7 (17 Wo.)AT | CH6 Platin · (18 Wo.)CH | UK6 ×2Doppelplatin · (34 Wo.)UK | — | IE1 ×5Fünffachplatin · (69 Wo.)IE | Erstveröffentlichung: 19. Oktober 2001 Verkäufe: 1.605.000 |
| 2006 | Dreams: The Ultimate Corrs Collection Warner Music | — | — | CH44 (2 Wo.)CH | UK67 (2 Wo.)UK | — | IE5 Gold · (53 Wo.)IE | Erstveröffentlichung: 20. November 2006 Verkäufe: 15.000   |
| 2007 | The Works Rhino Records                            | — | — | — | — | — | — | Erstveröffentlichung: 27. August 2007                      |

## Singles

### Als Leadmusiker
| Jahr | Titel Album                                                           | Höchstplatzierung, Gesamtwochen, AuszeichnungChartplatzierungen (Jahr, Titel, Album, Platzierungen, Wochen, Auszeichnungen, Anmerkungen) | Höchstplatzierung, Gesamtwochen, AuszeichnungChartplatzierungen (Jahr, Titel, Album, Platzierungen, Wochen, Auszeichnungen, Anmerkungen) | Höchstplatzierung, Gesamtwochen, AuszeichnungChartplatzierungen (Jahr, Titel, Album, Platzierungen, Wochen, Auszeichnungen, Anmerkungen) | Höchstplatzierung, Gesamtwochen, AuszeichnungChartplatzierungen (Jahr, Titel, Album, Platzierungen, Wochen, Auszeichnungen, Anmerkungen) | Höchstplatzierung, Gesamtwochen, AuszeichnungChartplatzierungen (Jahr, Titel, Album, Platzierungen, Wochen, Auszeichnungen, Anmerkungen) | Höchstplatzierung, Gesamtwochen, AuszeichnungChartplatzierungen (Jahr, Titel, Album, Platzierungen, Wochen, Auszeichnungen, Anmerkungen) | Anmerkungen                                                                |
| Jahr | Titel Album                                                           | DE | AT | CH | UK | US | IE | Anmerkungen                                                                |
| ---- | --------------------------------------------------------------------- | --- | --- | --- | --- | --- | --- | -------------------------------------------------------------------------- |
| 1995 | Runaway Forgiven, Not Forgotten                                       | DE89 (6 Wo.)DE | — | — | UK2 Platin · (15 Wo.)UK | US68 (11 Wo.)US | IE10 (13 Wo.)IE | Erstveröffentlichung: 1. September 1995                                    |
| 1996 | The Right Time Forgiven, Not Forgotten                                | DE76 (10 Wo.)DE | — | — | UK82 (1 Wo.)UK | — | — | Erstveröffentlichung: 20. Mai 1996                                         |
| 1996 | Love to Love You Forgiven, Not Forgotten                              | DE87 (4 Wo.)DE | — | — | UK62 (1 Wo.)UK | — | — | Erstveröffentlichung: Oktober 1996                                         |
| 1996 | Forgiven, Not Forgotten                                               | — | — | — | — | — | — | Erstveröffentlichung: 1996 nur in Australien/Neuseeland veröffentlicht     |
| 1997 | Closer Forgiven, Not Forgotten                                        | — | — | — | — | — | — | Erstveröffentlichung: Mai 1997 nur in Australien/Neuseeland veröffentlicht |
| 1997 | Only When I Sleep Talk on Corners                                     | — | — | — | UK58 (2 Wo.)UK | — | IE10 (8 Wo.)IE | Erstveröffentlichung: Oktober 1997                                         |
| 1997 | I Never Loved You Anyway Talk on Corners                              | — | — | — | UK43 (4 Wo.)UK | — | — | Erstveröffentlichung: Dezember 1997                                        |
| 1998 | What Can I Do? Talk on Corners                                        | DE62 (9 Wo.)DE | — | — | UK3 Gold · (15 Wo.)UK | — | IE30 (1 Wo.)IE | Erstveröffentlichung: Februar 1998                                         |
| 1998 | Dreams Talk on Corners                                                | DE73 (9 Wo.)DE | — | — | UK6 Silber · (10 Wo.)UK | — | IE6 (9 Wo.)IE | Erstveröffentlichung: April 1998                                           |
| 1998 | So Young Talk on Corners                                              | DE80 (7 Wo.)DE | — | — | UK6 Silber · (17 Wo.)UK | — | IE29 (2 Wo.)IE | Erstveröffentlichung: 6. November 1998                                     |
| 1999 | Dreams (Live At The Albert Hall, St. Patrick's Day March 17th 1998) – | — | — | — | — | — | — | Erstveröffentlichung: 14. Juni 1999                                        |
| 1999 | Radio Unplugged                                                       | DE64 (9 Wo.)DE | — | CH52 (10 Wo.)CH | UK18 (12 Wo.)UK | — | IE20 (5 Wo.)IE | Erstveröffentlichung: November 1999                                        |
| 2000 | Breathless In Blue                                                    | DE19 (14 Wo.)DE | AT10 (11 Wo.)AT | CH15 (20 Wo.)CH | UK1 Platin · (16 Wo.)UK | US34 (20 Wo.)US | IE3 (11 Wo.)IE | Erstveröffentlichung: 27. Juni 2000                                        |
| 2000 | Irresistible In Blue                                                  | DE68 (6 Wo.)DE | — | CH47 (11 Wo.)CH | UK20 (10 Wo.)UK | — | IE30 (1 Wo.)IE | Erstveröffentlichung: 13. November 2000                                    |
| 2001 | Give Me a Reason In Blue                                              | DE100 (1 Wo.)DE | — | CH53 (5 Wo.)CH | UK27 (2 Wo.)UK | — | — | Erstveröffentlichung: 12. März 2001                                        |
| 2001 | Would You Be Happier? Best of                                         | DE81 (2 Wo.)DE | — | CH36 (6 Wo.)CH | UK14 (6 Wo.)UK | — | IE26 (1 Wo.)IE | Erstveröffentlichung: 8. Oktober 2001                                      |
| 2004 | Summer Sunshine Borrowed Heaven                                       | DE49 (8 Wo.)DE | AT42 (9 Wo.)AT | CH32 (11 Wo.)CH | UK6 (8 Wo.)UK | — | IE6 (92 Wo.)IE | Erstveröffentlichung: 7. Mai 2004                                          |
| 2004 | Angel Borrowed Heaven                                                 | DE84 (3 Wo.)DE | AT75 (1 Wo.)AT | CH53 (4 Wo.)CH | UK16 (4 Wo.)UK | — | IE16 (21 Wo.)IE | Erstveröffentlichung: 17. September 2004                                   |
| 2004 | Long Night Borrowed Heaven                                            | DE40 (9 Wo.)DE | AT48 (8 Wo.)AT | — | UK31 (3 Wo.)UK | — | IE31 (26 Wo.)IE | Erstveröffentlichung: Dezember 2004                                        |
| 2005 | Heart Like a Wheel / Old Town Home                                    | — | — | — | UK68 (1 Wo.)UK | — | IE49 (2 Wo.)IE | Erstveröffentlichung: Oktober 2005                                         |
| 2006 | Goodbye (2006 Remix) –                                                | — | — | — | — | — | — | Erstveröffentlichung: 20. November 2005                                    |
| 2015 | Bring on the Night White Light                                        | — | — | — | — | — | — | Erstveröffentlichung: 19. Oktober 2015                                     |
| 2017 | SOS Jupiter Calling                                                   | — | — | — | — | — | — | Erstveröffentlichung: 29. September 2017                                   |

### Als Gastmusiker
| Jahr | Titel Album                   | Höchstplatzierung, Gesamtwochen, AuszeichnungChartplatzierungen (Jahr, Titel, Album, Platzierungen, Wochen, Auszeichnungen, Anmerkungen) | Höchstplatzierung, Gesamtwochen, AuszeichnungChartplatzierungen (Jahr, Titel, Album, Platzierungen, Wochen, Auszeichnungen, Anmerkungen) | Höchstplatzierung, Gesamtwochen, AuszeichnungChartplatzierungen (Jahr, Titel, Album, Platzierungen, Wochen, Auszeichnungen, Anmerkungen) | Höchstplatzierung, Gesamtwochen, AuszeichnungChartplatzierungen (Jahr, Titel, Album, Platzierungen, Wochen, Auszeichnungen, Anmerkungen) | Höchstplatzierung, Gesamtwochen, AuszeichnungChartplatzierungen (Jahr, Titel, Album, Platzierungen, Wochen, Auszeichnungen, Anmerkungen) | Höchstplatzierung, Gesamtwochen, AuszeichnungChartplatzierungen (Jahr, Titel, Album, Platzierungen, Wochen, Auszeichnungen, Anmerkungen) | Anmerkungen                                                   |
| Jahr | Titel Album                   | DE | AT | CH | UK | US | IE | Anmerkungen                                                   |
| ---- | ----------------------------- | --- | --- | --- | --- | --- | --- | ------------------------------------------------------------- |
| 1999 | I Know My Love Tears of Stone | — | — | — | UK37 (3 Wo.)UK | — | IE22 (4 Wo.)IE | Erstveröffentlichung: Mai 1999 The Chieftains feat. The Corrs |

## Videoalben
- 1999: Unplugged (AT: Gold; UK: Platin)
- 2000: Live at Lansdowne Road (UK: Gold)
- 2001: Live in London (UK: Gold)
- 2013: Live at the Royal Albert Hall (UK: Platin)

## Promoveröffentlichungen
| Jahr | Titel Album                       | Anmerkungen                        |
| ---- | --------------------------------- | ---------------------------------- |
| 1999 | Lifting Me –                      | Erstveröffentlichung: 1999         |
| 2000 | Old Town Home                     | Erstveröffentlichung: Februar 2000 |
| 2001 | All the Love in the World In Blue | Erstveröffentlichung: 2001         |
| 2016 | I Do What I Like White Light      | Erstveröffentlichung: 4. März 2016 |

## Statistik

### Chartauswertung
|                     | DE    | AT    | CH     | UK     | US    | IE     |
| ------------------- | ----- | ----- | ------ | ------ | ----- | ------ |
| Nummer-eins-Alben   | DE1DE | AT2AT | CH1CH  | UK2UK  | US—US | IE7IE  |
| Top-10-Alben        | DE4DE | AT6AT | CH6CH  | UK6UK  | US—US | IE9IE  |
| Alben in den Charts | DE9DE | AT9AT | CH10CH | UK10UK | US5US | IE11IE |

|                       | DE     | AT    | CH    | UK     | US    | IE     |
| --------------------- | ------ | ----- | ----- | ------ | ----- | ------ |
| Nummer-eins-Singles   | DE—DE  | AT—AT | CH—CH | UK1UK  | US—US | IE—IE  |
| Top-10-Singles        | DE—DE  | AT1AT | CH—CH | UK6UK  | US—US | IE5IE  |
| Singles in den Charts | DE14DE | AT4AT | CH7CH | UK18UK | US2US | IE14IE |

### Auszeichnungen für Musikverkäufe
| Land/RegionAuszeichnungen für Musikverkäufe (Land/Region, Auszeichnungen, Verkäufe, Quellen) | Silber     | Gold       | Platin         | Verkäufe     | Quellen                                                    |
| -------------------------------------------------------------------------------------------- | ---------- | ---------- | -------------- | ------------ | ---------------------------------------------------------- |
| Argentinien (CAPIF)                                                                          | —          | Gold1      | 2× Platin2     | 36.000       | capif.org.ar                                               |
| Australien (ARIA)                                                                            | —          | —          | 33× Platin33   | 2.030.500    | aria.com.au                                                |
| Belgien (BRMA)                                                                               | —          | 2× Gold2   | 2× Platin2     | 140.000      | ultratop.be                                                |
| Brasilien (PMB)                                                                              | —          | 3× Gold3   | —              | 100.000      | pro-musicabr.org.br                                        |
| Dänemark (IFPI)                                                                              | —          | Gold1      | 5× Platin5     | 275.000      | Einzelnachweise                                            |
| Deutschland (BVMI)                                                                           | —          | 5× Gold5   | 2× Platin2     | 1.350.000    | musikindustrie.de                                          |
| Europa (IFPI)                                                                                | —          | —          | 14× Platin14   | (14.000.000) | ifpi.org (Memento vom 1. Januar 2014 im Internet Archive)  |
| Finnland (IFPI)                                                                              | —          | Gold1      | —              | 43.228       | ifpi.fi                                                    |
| Frankreich (SNEP)                                                                            | —          | Gold1      | 8× Platin8     | 2.220.000    | infodisc.fr snepmusique.com                                |
| Hongkong (IFPI/HKRIA)                                                                        | —          | Gold1      | —              | 10.000       | Einzelnachweise                                            |
| Indonesien (ASIRI)                                                                           | —          | —          | 2× Platin2     | 100.000      | Einzelnachweise                                            |
| Irland (IRMA)                                                                                | —          | Gold1      | 54× Platin54   | 817.500      | irishcharts.ie                                             |
| Italien (FIMI)                                                                               | —          | 2× Gold2   | 3× Platin3     | 375.000      | Einzelnachweise                                            |
| Japan (RIAJ)                                                                                 | —          | 2× Gold2   | —              | 200.000      | riaj.or.jp                                                 |
| Kanada (MC)                                                                                  | —          | 2× Gold2   | 2× Platin2     | 300.000      | musiccanada.com                                            |
| Malaysia (RIM)                                                                               | —          | —          | 2× Platin2     | 75.000       | Einzelnachweise                                            |
| Mexiko (AMPROFON)                                                                            | —          | 2× Gold2   | —              | 150.000      | amprofon.com.mx                                            |
| Neuseeland (RMNZ)                                                                            | —          | 2× Gold2   | 20× Platin20   | 315.000      | aotearoamusiccharts.co.nz                                  |
| Niederlande (NVPI)                                                                           | —          | Gold1      | 4× Platin4     | 360.000      | nvpi.nl                                                    |
| Norwegen (IFPI)                                                                              | —          | 2× Gold2   | Platin1        | 100.000      | ifpi.no (Memento vom 5. November 2012 im Internet Archive) |
| Österreich (IFPI)                                                                            | —          | Gold1      | 2× Platin2     | 105.000      | ifpi.at                                                    |
| Philippinen (PARI)                                                                           | —          | 2× Gold2   | —              | 40.000       | Einzelnachweise                                            |
| Portugal (AFP)                                                                               | —          | Gold1      | —              | 20.000       | Einzelnachweise                                            |
| Schweden (IFPI)                                                                              | —          | 2× Gold2   | 3× Platin3     | 320.000      | sverigetopplistan.se                                       |
| Schweiz (IFPI)                                                                               | —          | 2× Gold2   | 3× Platin3     | 180.000      | hitparade.ch                                               |
| Singapur (RIAS)                                                                              | —          | —          | 3× Platin3     | 45.000       | Einzelnachweise                                            |
| Spanien (Promusicae)                                                                         | —          | Gold1      | 15× Platin15   | 1.550.000    | elportaldemusica.es ES2                                    |
| Taiwan (RIT)                                                                                 | —          | Gold1      | —              | 25.000       | Einzelnachweise                                            |
| Thailand (TECA)                                                                              | —          | 2× Gold2   | —              | 50.000       | Einzelnachweise                                            |
| Vereinigte Staaten (RIAA)                                                                    | —          | 2× Gold2   | Platin1        | 2.000.000    | riaa.com                                                   |
| Vereinigtes Königreich (BPI)                                                                 | 3× Silber3 | 5× Gold5   | 23× Platin23   | 8.380.000    | bpi.co.uk                                                  |
| Insgesamt                                                                                    | 3× Silber3 | 48× Gold48 | 204× Platin204 |              |                                                            |